# Бельфорте-Монферрато
Бельфорте-Монферрато (італ. Belforte Monferrato, п'єм. Belfòrt) — муніципалітет в Італії, у регіоні П'ємонт,  провінція Алессандрія.
Бельфорте-Монферрато розташоване на відстані близько 440 км на північний захід від Рима, 95 км на південний схід від Турина, 33 км на південь від Алессандрії.
Населення — 514 осіб (2014).
Щорічний фестиваль відбувається 8 вересня, на свято Різдва Пресвятої Богородиці.

## Демографія
Населення за роками:

Станом на 1 січня 2023 року в муніципалітеті офіційно проживало 29 іноземців з 7 країн, серед них 8 громадян країн Євросоюзу.

## Сусідні муніципалітети
- Овада
- Россільйоне-(дже)
- Тальйоло-Монферрато